# Jelani Alladin
Jelani Alladin (nascido em 6 de agosto de 1992) é um ator, cantor e dançarino americano. Em sua estreia na Broadway, ele originou o papel de Kristoff no musical Frozen em 2018. Alladin estrelou como Marcus Gaines na minissérie vencedora do Prêmio Peabody de 2023, Fellow Travelers.

## Juventude
Alladin cresceu no bairro de Brownsville, no Brooklyn, na Cidade de Nova Iorque. Ele cursou o ensino médio em New Canaan, Connecticut, onde foi atleta e performer, jogando lacrosse e participando de atletismo, além de desempenhar papéis principais como Mestre de Cerimônias em Cabaret e O Gato do Chapéu em Seussical.
Ele então frequentou a Escola de Artes Tisch da Universidade de Nova Iorque, onde estudou uma variedade de estilos de atuação, incluindo atuação em cinema, atuação em música e dança e performance vocal.

## Carreira
Alladin estrelou o show off-Broadway Sweetee como Cat Jones e recebeu o San Francisco Critics Circle Award de Melhor Ator Principal como Pharus em Choir Boy. Outros créditos regionais incluem I and You (TheatreSquared), The History Boys (Palmbeach Dramaworks), Violet (Clarence Brown Theatre) e a estreia mundial de Josephine (Asolo Rep). Alladin também apareceu Off-Broadway no York Theatre na estreia de Lord Tom em Nova Iorque e em um revival de Don't Bother Me I Can't Cope.
Na estreia de Alladin na Broadway, ele desempenhou o papel de Kristoff no musical Frozen de 2018. Ele deixou Frozen depois de um ano para interpretar o papel de Hercules no musical Hercules.
A partir de 2014, a carreira de Alladin se estendeu por Teatro e Cinema/Televisão. Sua estreia na tela foi como Deke em High Noon on the West Side. Sua aparição mais recente na câmera foi como Marcus Gaines na minissérie vencedora do Prêmio Peabody Fellow Travelers. A série ganhou o prêmio por "Crônica da História LGBTQ+ ao Longo de 50 Anos".

## Filmografia

### Cinema
| Ano   | Título                          | Personagem | Notas          |
| ----- | ------------------------------- | ---------- | -------------- |
| 2014  | High Noon on the West Side      | Deke       | curta-metragem |
| 2015  | There Is Love                   | O Garçom   | curta-metragem |
| 2017  | I Didn't Come Here to Make Love | Jelani     | curta-metragem |
| 2020: | Influenced                      | Sheldon    | curta-metragem |
| 2021  | Respect                         | Jason      |                |
| 2021  | Tick, Tick... Boom!             | David      |                |
| 2022  | One Hit Wonder                  | Eugene     | Curta-metragem |
| TBA   | Beneath the Fold                | Stanley    | Pós-produção   |

### Televisão
| Ano       | Título                            | Personagem    | Notas       | Ref.  |
| --------- | --------------------------------- | ------------- | ----------- | ----- |
| 2017      | The Weirdos Next Door             | Luke Welker   |             |       |
| 2020      | FBI                               | Alex Bryant   |             |       |
| 2020      | Law & Order: Special Victims Unit | Sean Thomas   |             |       |
| 2020–2021 | The Walking Dead: World Beyond    | Will Campbell |             |       |
| 2023      | Fellow Travelers                  | Marcus Gaines |             | [ 7 ] |
| TBA       | Beauty & The Beast                | Jean-Michel   | Em produção |       |